# Dis-moi que l'amour
Singles de Marc Lavoine
Je ne veux qu'elle
(2002) Je me sens si seul
(2005)
Dis-moi que l'amour est une chanson écrite par Marc Lavoine et Jean-François Berger. Elle est interprétée en duo par Marc Lavoine et la chanteuse Bambou. Ce morceau est sorti en single le 24 juin 2003 sur l'album live Olympia deux mille trois.

## Classements

### Classements hebdomadaires
| Classement (2003-04)                    | Meilleure position |
| --------------------------------------- | ------------------ |
| Belgique (Wallonie Ultratop 50 Singles) | 14                 |
| France (SNEP)                           | 10                 |
| Suisse (Schweizer Hitparade)            | 38                 |
| Classement (2015)                       | Meilleure position |
| France (SNEP)                           | 4                  |
| France (SNEP Téléchargement)            | 4                  |

### Classement de fin d'année
| Classement (2003)            | Position |
| ---------------------------- | -------- |
| Belgique (Wallonie Ultratop) | 80       |